# SCG3 Special Report
SCG3 Special Report är den första låten på det finska hårdrocksbandet Lordi:s skiva The Arockalypse från 2006. Låten är 3 minuter och 46 sekunder lång och föreställer en nyhetsrapport där man varnar för en samling monster som invaderat staden.
Det finns ett påskägg (inbakad "present"). Den sista musikdelen i vinjetten till själva nyhetssändningen har samma melodi som refrängen i låten "Devil Is A Loser" från tidigare Lordiplattan Get Heavy.